# Крикман, Ян Петрович
Ян Петрович Крикман (1892 — 1984) — деятель советских спецслужб, старый большевик, бригвоенюрист.

## Биография
Родился в бедной латышской семье, отец плотничал, мать работала по найму. На фоне революционных событий в 1905 выступил на школьном собрании против преподавания Закона Божия, за что он был отчислен из школы.  
В 1907 вступил в РСДРП, занимался распространением подпольной литературы в Риге, призывавшей к свержению царской власти. В 1909 арестован и в 1910 осуждён за революционную деятельность на вечную ссылку в Сибирь. Два года отбывал каторгу в Канске, затем вместе с группой ссыльных совершает дерзкий побег за границу в трюме парохода.  
Сначала прибыл во Францию, потом переехал в США, где пять лет проработал чернорабочим на заводе по производству линолеума (по другим данным на заводе по производству водяных насосов) и вступил в КП США. После очередной стачки, в которой выступил в роли застрельщика, был уволен.  
К марту 1917 из Сан-Франциско через Гавайские острова, Японию и Дальний Восток вернулся в Петроград, где участвовал в штурме Зимнего Дворца. С марта 1919 участвовал в Гражданской войне, воевал против войск генералов Корнилова и Каледина, был контужен и ранен, лечился в лазаретах.  
По выздоровлению поступил на службу в ВЧК в Минске. В 1922 оканчивает курсы ГПУ, и до 1924 работает в полномочном представительстве ГПУ по Северо-Западному краю, участвует в операции «Синдикат-2». Сопровождал Б. В. Савинкова при нелегальном переходе государственной границы СССР, где тот был арестован. С 1927 до 1929 находился в заграничной командировке. С ноября 1934 и до ареста в сентябре 1938 состоял членом коллегии военного трибунала Сибирского военного округа.  
Освобождён в 1939 и реабилитирован. Участвовал в Великой Отечественной войне. Последние годы проживал в столице. 

## Звания
- красноармеец — 1919;
- бригвоенюрист — 22 февраля 1938.

## Награды
- орден Ленина;
- орден Трудового Красного Знамени;
- медали;
- нагрудный знак «Почётный чекист».

## Память
- В кинофильме «Синдикат-2» его роль воплотил П. П. Буткевич.